# Paul Depaepe
Paul Depaepe (né le 12 octobre 1931 à Deurne) est un coureur cycliste belge. Professionnel de 1953 à 1965, il a notamment été champion du monde de demi-fond en 1957.

## Palmarès sur piste

### Jeux olympiques
- Helsinki 1952
  - 5e de la poursuite par équipes

### Championnats du monde
- Rocourt 1957
  -  Champion du monde de demi-fond
- Zurich 1961
  -  Médaillé d'argent du demi-fond
- Milan 1962
  -  Médaillé d'argent du demi-fond
- Rocourt 1963
  -  Médaillé d'argent du demi-fond

### Championnats d'Europe
- Champion d'Europe de demi-fond en 1962, 1963, 1964

### Championnats nationaux
- Champion de Belgique de poursuite amateurs en 1953
- Champion de Belgique de poursuite professionnels en 1954, 1955
- Champion de Belgique de demi-fond en 1957, 1959, 1961

### Six jours
- 1955
  - 3e des Six jours de Paris (avec Emile Severeyns et Leon Van Daele)
- 1959
  - 2e des Six jours d'Anvers (avec Reginald Arnold et Ferdinando Terruzzi)

### Prix
- 1955
  - 2e du Prix Dupré-Lapize (avec Emile Severeyns)

## Palmarès sur route

### Par année
- 1952
  - Bruxelles-Opwijk
  - 2e du Tour de la province de Namur
- 1953
  - 7e étape de la Route de France
  - Championnat de Zurich amateurs

### Résultats sur les grands tours

#### Tour d'Italie
1 participation
- 1954 : abandon